# Kojot
Kojót (znanstveno ime Canis latrans), tudi [sévernoamêriški] preríjski vôlk, je predstavnik zveri iz družine psov. So predvsem nočno aktivni plenilci v prerijah in gozdovih Severne in Srednje Amerike. Telo je dolgo do 95 cm. Imajo košat rep, kožuh zgoraj je rjavkasto do rdečkasto svetlo siv, spodaj pa belkast. Ušesa, gobec in noge so rjaste barve. Živi posamično ali v manjših skupinah, skriva se v podzemnem brlogu, prehranjuje se z majhnimi živalmi in mrhovino. Človeku ni nevaren.